# Láthatod: boldog vagyok
A Láthatod: boldog vagyok Katona Klári 1978-ban megjelent nagylemeze, melyet a Pepita adott ki. Katalógusszáma: SLPX 17558. Kísér a V' Moto-Rock együttes.
Az album záródala, a Ne sírj eredetije az 1978-as Tessék választani!-n hangzott el először, mely kislemezen jelent meg. Ezen a lemezen a dal másik változatban hallható. A dal angolul is megjelent kislemezen.

## Az album dalai

### A oldal
1. Egyszemélyes filmszínház
2. Olyan messze van
3. Láthatod: boldog vagyok
4. Itt marad velem a kérdés
5. Neked

### B oldal
1. Elrepülhetsz már
2. Álom, álom
3. Próbáld újra játszani
4. Tagadom én is
5. Ne sírj

### Online kiadás bónuszdala
Többismeretlenes egyenlet